# Міжнародний слов'янський канал
«Міжнародний Слов’янський канал» — міждержавний супутниково-кабельний слов'янський загальнонаціональний телевізійний канал. Мовлення велось через супутник Sirius-4 під логотипом «SCI» (Slavonic Channel International).

## Опис
Ідея проекту належить Володимиру Іваненку та його дружині — медіаменеджеру Валерії Іваненко. Володимир і Валерія також були засновниками перших українських недержавних телеканалів «ТОНІС» і «ТЕТ».
Задум народився разом із фестивалем «Оксамитовий сезон». Проект був комплексним, організатори мали намір використати фестиваль як міжнародний центр з розробки стратегії розвитку каналу, і ще — як основне джерело наповнення ефіру. У проект було вкладено багато сил та досить великі фінансові кошти, але підйом каналу на супутник виявився занадто дорогим. До того ж, на «Слов'янському» відсутня концептуально реклама. 
Творці супутникового «Міжнародного слов'янського каналу» позиціонували свій проект як «слов’янам про слов’ян і всьому світові про слов’янство». В ефірі — продукція тільки слов’янських країн.
Телеканал був покликаний інформувати слов'ян усього світу й світове співтовариство про різні аспекти життєдіяльності слов'янства, унікальної слов'янської історії, багатих традицій, культури, досягненнях і вагомому внеску слов'ян у розвиток світової цивілізації та об’єднати у спільний інформаційний простір телепродукт 13 слов’янських країн: Білорусі, Болгарії, Боснії і Герцеговини, Македонії, Польщі, Росії, Сербії, Словаччини, Словенії, України, Хорватії, Чехії та Чорногорії.
Своєю аудиторією канал називав людей вдумливих, яких цікавить те, що відбувається в 300-мільйонному слов’янському світі. Засновники порівнюють свій «Міжнародний слов’янський канал» із «Діскавері», який відкриває світ, а «Слов’янський канал» ставив за мету відкрити світу слов’янство.

## Історія
У 1994 році в Києві вийшла в ефір телекомпанія «ТОНІС». І хоча на початковому етапі існування телеканалу в його ефірі практично були відсутні програми власного виробництва, в планах у керівництва було на базі каналу «ТОНІС–Київ» створити перший український супутниковий канал міжнародного рівня. У якості передбачуваного назви майбутнього супутникового каналу було вибрано назву «Європейське слов'янське телебачення», оскільки потенційною цільовою аудиторією майбутнього проекту керівництво компанії називало, насамперед, мешканців слов'янських країн: Росії, Білорусії, Польщі, Болгарії, Чехії, Словаччини, країн колишньої Югославії. Хоча аудиторія каналу не повинна була обмежуватися лише жителями цих країн. Мовлення планувалося розпочати через супутник Eutelsat, сигнал якого покривав велику частину Європи, а також Північну Африку та Близький Схід. Проте основою наповнення ефіру «Європейського слов'янського телебачення» мала стати телепродукція, що відображає культуру, мистецтво та політичне життя саме слов'янських країн. Вести трансляцію планувалося одразу з кількома мовними доріжками. Таким чином, «ТОНІС» сподівався стати провідною телекомпанією слов'янської частини колишнього СРСР, а згодом і всього слов'янського світу.
16 грудня 1994 року в супутниковому ефірі з експериментальним технічним мовленням вийшов давно анонсований «Міжнародний слов'янський канал» — перший український канал, програми якого транслювалися через супутник.
Експериментальні програми транслювалися щодня, з 6:30 до 10:30 та з 20:30 до 02:30 через транспондер супутника Eutelsat II F3. Сигнал піднімався на супутник з телепорту концерну РРТ у селі Калинівка, Макарівського району на Київщині. Було розпочато формування координаційної та міжнародної художньої ради телеканалу. Свою згоду взяти участь у її формуванні дали такі відомі діячі культури та мистецтва України, як Володимир Бистряков, Давид Черкаський, Ада Роговцева, Борис Олійник, Ніна Матвієнко, Володимир Кізіма. Головними постачальниками контенту для нового телеканалу мали стати Укртелефільм, Державне агентство України з питань кіно, Державний комітет телебачення і радіомовлення України і сам «ТОНІС», а також інші незалежні телекомпанії країни. Компанія почала отримувати пропозиції з-за кордону від бажаючих почати ретрансляцію програм каналу в кабельних мережах або надати програмний контент для трансляції в ефірі каналу.
Коли канал вперше вийшов в ефір, його дивилися 550 млн глядачів у 44 країнах. Першим містом, де канал з’явився у кабельних мережах, була Хайфа (Ізраїль). На думку директора каналу Валерії Іваненко, головна проблема була у мові мовлення. Ще у 1995 році автори проекту декларували, що канал вестиме мовлення не тільки слов’янскими, а й англійською, французькою, іспанською, арабською та китайською мовами.
В Києві «Слов'янський канал» планувалося ретранслювати на 25 телеканалі у рамках передач каналу «ТОНІС». Згідно з планами компанії, перехід «Міжнародного слов'янського каналу» від технічного мовлення до постійного повинен був відбутися після 25 лютого 1995 року. На цей час було намічено переформатування 25 телеканалу, після якого ефір на ньому повинен був формуватися за наступною сітці: «Міжнародний слов'янський канал» — з 7:00 до 12:00 (з півгодинною перервою під місцевий блок) і з 18:00 до 01:00 (з двома півгодинними перервами під місцеві блоки), а власне мовлення каналу «ТОНІС» з уже звичним програмним контентом з 12:00 до 18:00.
Однак через кілька місяців експериментального мовлення «ТОНІС» був змушений призупинити реалізацію проекту «Міжнародний слов'янський канал».
Регулярне мовлення каналу відновилось 12 вересня 2008 року, зусиллями Валерії Іваненко. Канал мовив трьома основними мовами: українською, англійською, російською, а також мовами виробника програми.
У планах засновників було створити інформаційне мовлення, мати корпункти у кожній слов’янській країні, які будуть готувати сюжети для щогодинних коротких випусків новин. За словами директора Валерії Іваненко, редакція каналу співпрацювала як з вітчизняними, так і з зарубіжними продакшн-студіями. Сама ж редакція «Міжнародного слов'янського каналу» була розташована в Києві.
З 19 по 26 липня 2010 року «Міжнародний Слов'янський канал» розпочав перехід до широкоекранного формату кадру 16:9.
Станом на 2013 рік телеканал мовив з перебоями у трансляції через брак коштів, а вже в грудні 2013 року припинив мовлення.

## Програмне наповнення
«Міжнародний слов’янський канал» був інформаційно-пізнавальним та  пізнавально-розважальним. Найголовнішу частину мовлення становили документальні фільми та публіцистичні програми. Найважливішою була історична тематика, хоча канал розповідав і про культуру, і про соціальний устрій слов’янських країн. Також у сітці мовлення були програми про слов’янську кухню (з Борисом Бурдою), про зоопарки слов’янських країн, мультиплікаційні фільми слов’янських авторів.
Цілодобове мовлення каналу було закільцьоване і складалося з трьох 8-годинних блоків. Із розширенням програмного продукту блоки оновлювалися. Засновники вели переговори з різними продакшн-студіями в Україні та за кордоном.

## Бізнес-модель каналу
Доступ до «Міжнародного слов'янського каналу» для абонентів супутникового телебачення був безкоштовним. Заробляв канал на рекламі, але акцент робився на так звані споживацькі програми, під які шукали спонсорів. Валерія Іваненко запевняла, що це абсолютно не схоже на телемагазини. Це просвітницькі програми, які показують споживачам переваги того чи іншого виробника, випробовують товари.

## Цікаві факти
За словами директора каналу Валерії Іваненко, «Міжнародний слов’янський канал» започатковується на визнаній міжнародній правовій базі. Це резолюція, прийнята в серпні 1972 року на XXVII сесії Генасамблеї ООН при ухваленні «Конвенції про принципи використання державами штучних супутників Землі для безпосереднього телемовлення». Цю резолюцію також підтримав Європарламент. Спеціально фахівців Валерія Іваненко додатково інформувала: є чинною «Європейська конвенція про транскордонне телемовлення» (м. Страсбург, 16 березня 1989 р., №НММ-891). Тож вже 50 років у межах спеціалізованої організації ООН — ЮНЕСКО є чинним “Слов’янський проект”, у якому чітко сформульована ідея незалежного слов’янського радіо- і телемовлення.

## Логотипи
| Логотип | Опис |
| ------- | --- |
|         | Перший логотип. Знаходився у лівому верхньому куті екрану.                                                    |
|         | Другий логотип. Знаходився спочатку у лівому верхньому куті екрану, згодом перемістився у правий верхній кут. |